# 1935 w sztukach plastycznych
Wydarzenia w sztukach plastycznych i wizualnych w 1935 roku.

## Malarstwo
- Salvador Dalí

Archeologiczna reminiscencja "Anioła Pańskiego" Milleta
- René Magritte

Czarna magia
- Zygmunt Waliszewski

Wyspa miłości

## Grafika
- Maurits Cornelis Escher

Portret inżyniera G. A. Eschera – litografia
Św. Piotr, Rzym – drzeworyt sztorcowy
Sen – drzeworyt langowy
Ręka z lustrzaną kulą – litografia

## Urodzeni
- 16 września – Carl Andre, amerykański artysta
- Kōji Kamoji – polski i japoński malarz, twórca obiektów i instalacji
- Jan Herma (zm. 2019), polski rzeźbiarz i pedagog

## Zmarli
- 8 lutego – Max Liebermann (ur. 1847), niemiecki malarz i grafik
- 16 lutego – Carolina Benedicks-Bruce (ur. 1856), szwedzka rzeźbiarka i malarka
- 13 maja - Benedykt Henryk Tyszkiewicz (ur. 1852), polski fotograf i ziemianin
- 17 lipca – George William Russell (ur. 1867), irlandzki malarz
- 15 sierpnia – Paul Signac (ur. 1863), francuski malarz
- 27 sierpnia – Childe Hassam (ur. 1859), amerykański malarz
- 4 października – Jean Béraud (ur. 1849), francuski malarz i grafik
- 14 października – Jaan Koort (ur. 1883), estoński rzeźbiarz i malarz
- 23 października – Charles Demuth (ur. 1883), amerykański malarz